# Autokataliza

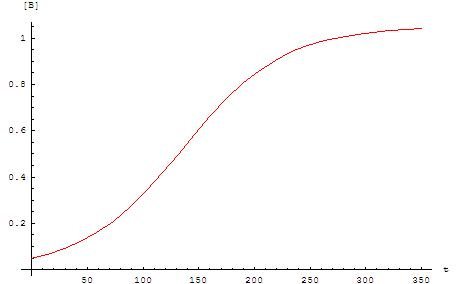
Sigmoidalny przebieg zmian stężenia produktu w reakcji autokatalitycznej

Autokataliza – wzrost szybkości reakcji chemicznej pod wpływem jednego z produktów tej reakcji, który pełni funkcję katalizatora. Szybkość reakcji autokatalitycznej wzrasta w miarę jej postępu i związanego z tym wzrostu stężenia produktu będącego katalizatorem, a następnie maleje z powodu spadku stężenia substratów.